# Jeff Satur
Worakamol Satur (en tailandés: วรกมล ซาเตอร์, nacido el 6 de marzo de 1995), más conocido como Jeff Satur (เจฟ ซาเตอร์), es un cantante y actor tailandés.

## Primeros años y educación
Nacido y criado en Bangkok, tiene ascendencia tailandesa, italiana e india por parte de su padre, mientras que su madre es de origen tailandés-chino. Es el segundo hijo de una familia de cinco y tiene dos hermanos y dos hermanas.
Satur comenzó a interesarse por la música alrededor de los 9-10 años, escuchando principalmente música metal. Fue inspirado a dedicarse a la música por AC/DC y X Japan. Primero aprendió a tocar la guitarra acústica, luego estudió brevemente la batería. En la escuela secundaria formó una banda con sus amigos y comenzó a tocar música en serio en los grados 11-12. Aprendió a tocar la guitarra eléctrica y el piano antes de tomar clases formales de canto.
Se graduó de la Escuela Bilingüe Satit de la Universidad Rangsit en Artes y Lengua Japonesa y tiene un título de grado en Administración de Empresas.

## Carrera
Tras ingresar a la industria musical a través de un concurso televisivo, Satur audicionó en Kamikaze bajo RS Group donde pasó más de dos años entrenando hasta que debutó con su primera canción, «Broken World», en 2013. Cuando Kamikaze decidió cerrar, fue trasladado al sello The Demo, lanzando las canciones «Miss You Like Crazy» y «Afraid to Say», que recibieron comentarios positivos. En 2015, firmó con Garden Music hasta que expiró su contrato, luego se trasladó a Grand Music en 2018. Utilizó varios nombres artísticos a lo largo de los años, como Jeff The Demo, Jeff Demo Project y Jeff Garden Studio.
En 2019, decidió dejar la música y trabajar en el negocio de su padre, pero conoció a un manager llamado Pop, quien le dio la oportunidad de actuar en el cortometraje He She It y componer una canción. «Comedy» fue la primera canción compuesta por Satur. En 2020 firmó con Passenger Records, luego con Wayfer Records bajo Warner Music Thailand, lanzando los sencillos «Highway», «Complicated» y «Loop». Al mismo tiempo, retomó la escritura de su propia música.
Satur se dio a conocer al público en general en 2022 tras interpretar a Kim, el hijo menor de una familia mafiosa, en la serie dramática de BL KinnPorsche, para la cual escribió y cantó «Why Don't You Stay». Durante la gira mundial de la serie, anunció que Be On Cloud ya no lo representaría como actor, mientras que su contrato musical con Wayfer Records seguiría vigente. En 2023 fundó Studio On Saturn.
En 2023 realizó su primer concierto en solitario, y lanzó «Dum Dum», «Lucid» y el sencillo en inglés «Black Tie». También obtuvo el primer lugar en el programa de realidad chino Call Me by Fire Season 3, ganando dos premios: Actuación de Canción Más Popular del Año y Familia Cantante.
A principios de 2024, sirvió como mentor para Chuang Asia: Thailand y lanzó su primer álbum de estudio Space Shuttle No.8, seguido de una gira por Asia en Taipéi, Hong Kong, Manila, Yakarta, Singapur y Bangkok.
En agosto de 2024, Satur protagonizó la película The Paradise of Thorns junto a Engfa Waraha y cantó la banda sonora «Rain Wedding».
El 3 y 4 de mayo de 2025, Satur se presentó en el Impact Arena, Muang Thong Thani como la primera parada de su Tour «Red Giant», que continuó en Asia y América Latina en la segunda mitad del año.
Está confirmado que protagonizará las series de televisión Vamp y Happy Ending. Para esta última, también será productor, guionista y compositor.

## Patrocinios
En junio de 2024, Satur fue nombrado embajador de Tailandia para la casa de joyería de lujo francesa Cartier junto con Kimberly Ann Voltemas y Thanapob Leeratanakachorn. En septiembre de 2024, la marca de gafas de lujo estadounidense con sede en Italia Ray-Ban anunció a Satur como su primer embajador para Tailandia. El 19 de diciembre, la casa de moda de lujo italiana Valentino lo nombró como su primer embajador de marca de Tailandia.

## Filmografía

### Películas
| Año  | Título                 | Rol       | Notas        |
| ---- | ---------------------- | --------- | ------------ |
| 2019 | He She It              | Mike      | Cortometraje |
| 2024 | The Paradise of Thorns | Thongkham |              |

### Series de televisión
| Año          | Título           | Rol                | Notas          |
| ------------ | ---------------- | ------------------ | -------------- |
| 2020         | Ingredients      | Marwin             |                |
| 2021         | Love Area Part 1 | Sean               | Rol secundario |
| 2022         | Love Area Part 2 | Sean               | Invitado       |
| 2022         | KinnPorsche      | Kim Theerapanyakul |                |
| Por anunciar | Wuju's Bakery    | Ra-on              |                |
| Por anunciar | Happy Ending     | Damon Cillian      |                |
| Por anunciar | Vamp             | Sean               |                |

## Discografía

### Álbumes de estudio
| Título             | Detalles |
| ------------------ | --- |
| Space Shuttle No.8 | - Lanzamiento: 8 de febrero de 2024 - Discográfica: Wayfer Records - Formatos: Descarga de música, Streaming Lista de canciones 1. «Dum Dum»" 2. «Hide» (แค่เงา) 3. «Lucid» (ก่อนที่เธอจะลืมฝัน) 4. «Loop» (วันนี้คือพรุ่งนี้ของเมื่อวาน) 5. «Highway» 6. «Complicated» (ทำไมมันยาก) 7. «Ghost» (ซ่อน(ไม่)หา) 8. «Yellow Leaf» (ส่วนน้อย) 9. «Fade» (ลืมไปแล้วว่ายังไง) 10. «Black Tie» 11. «Almost Over You» 12. «Hide (English Version)» 13. «Fade (English Version)» 14. «Lucid (English Version)» 15. «Dum Dum (English Version)» 16. «Fade (我最愛的就是你) (Chinese Version)» 17. «Stranger» 18. «Saturdayss» |

### Sencillos
| Título                                                                | Año                    | Posiciones más alta en listas | Álbum                        |                        |                        |
| Título                                                                | Año                    | Billboard Top Thai Songs      | Álbum                        |                        |                        |
| Como artista principal                                                | Como artista principal | Como artista principal        | Como artista principal       | Como artista principal | Como artista principal |
| --------------------------------------------------------------------- | ---------------------- | ----------------------------- | ---------------------------- | ---------------------- | ---------------------- |
| «Broken World» (โลกแตก)                                               | 2013                   | —                             | Sencillos sin álbum          |                        |                        |
| «Miss You Like Crazy» (คิดถึงเธอแทบจะตายแล้ว)                            | 2013                   | —                             | Sencillos sin álbum          |                        |                        |
| «Afraid to Say» (ไม่กล้าบอกชัด)                                          | 2014                   | —                             | Sencillos sin álbum          |                        |                        |
| «Still» (ไม่หายไป)                                                     | 2015                   | —                             | Sencillos sin álbum          |                        |                        |
| «Changed» (เปลี่ยนไปแล้ว)                                                | 2018                   | —                             | Sencillos sin álbum          |                        |                        |
| «Set Free» (ปล่อยมือ)                                                   | 2019                   | —                             | Sencillos sin álbum          |                        |                        |
| «Good Story» (เรื่องดีดี)                                                 | 2020                   | —                             | Sencillos sin álbum          |                        |                        |
| «Holding On» (อยู่..)                                                   | 2021                   | —                             | Sencillos sin álbum          |                        |                        |
| «Surreal» (จริงเกิน)                                                    | 2021                   | —                             | Sencillos sin álbum          |                        |                        |
| «Highway»                                                             | 2021                   | —                             | Space Shuttle No.8           |                        |                        |
| «Call Me Your Brother» (ความลับ)                                       | 2022                   | —                             | Sencillo sin álbum           |                        |                        |
| «Complicated» (ทำไมมันยาก)                                             | 2022                   | —                             | Space Shuttle No.8           |                        |                        |
| «Loop» (วันนี้คือพรุ่งนี้ของเมื่อวาน)                                           | 2022                   | —                             | Space Shuttle No.8           |                        |                        |
| «Hide» (แค่เงา)                                                        | 2022                   | —                             | Space Shuttle No.8           |                        |                        |
| «Hide (English Version)»                                              | 2022                   | —                             | Space Shuttle No.8           |                        |                        |
| «Fade» (ลืมไปแล้วว่าลืมยังไง)                                              | 2022                   | 2                             | Space Shuttle No.8           |                        |                        |
| «Fade (English Version)»                                              | 2022                   | —                             | Space Shuttle No.8           |                        |                        |
| «Fade» (Live Session)                                                 | 2022                   | —                             | Sencillo sin álbum           |                        |                        |
| «Dum Dum»                                                             | 2023                   | 5                             | Space Shuttle No.8           |                        |                        |
| «Lucid» (ก่อนที่เธอจะลืมฝัน)                                               | 2023                   | —                             | Space Shuttle No.8           |                        |                        |
| «Dum Dum (Jevin Julian Remix)»                                        | 2023                   | —                             | Dum Dum (Jevin Julian Remix) |                        |                        |
| «Fade (我最愛的就是你)»                                               | 2023                   | —                             | Sencillo sin álbum           |                        |                        |
| «Black Tie»                                                           | 2023                   | —                             | Space Shuttle No.8           |                        |                        |
| «Ghost» (ซ่อน(ไม่)หา)                                                   | 2023                   | 1                             | Space Shuttle No.8           |                        |                        |
| «Ghost» (Live Session) con Nont Tanont                                | 2024                   | —                             | Sencillos sin álbum          |                        |                        |
| «White Flag» (Live Session) con Nont Tanont                           | 2024                   | 67                            | Sencillos sin álbum          |                        |                        |
| «Make a Bold Move» (ฟังเพลง ไม่กล้า ไม่เกิด)                               | 2024                   | —                             | Sencillos sin álbum          |                        |                        |
| «Ride or Die»                                                         | 2025                   | —                             | Sencillos sin álbum          |                        |                        |
| Colaboraciones                                                        |                        |                               |                              |                        |                        |
| «Silence» (ความเงียบคือคำตอบ) (con Mean Band)                           | 2022                   | —                             | Sencillos sin álbum          |                        |                        |
| «Steal The Show» (con Shaun)                                          | 2023                   | —                             | Sencillos sin álbum          |                        |                        |
| «King Power» (อยากรู้จัก ไม่รู้จบ) (con Jaylerr, Kanyawee Songmuang y 4Eve) | 2023                   | —                             | Sencillos sin álbum          |                        |                        |
| Como artista invitado                                                 |                        |                               |                              |                        |                        |
| «Last Sunset» (ปีใหม่ปีนี้) (Saran feat. Jeff Satur)                       | 2021                   | —                             | Sencillo sin álbum           |                        |                        |
| «Far» (Silvy feat. Jeff Satur)                                        | 2022                   | —                             | Silvy                        |                        |                        |
| «Scar» (แผลเป็น) (Bodyslam feat. Jeff Satur)                           | 2024                   | —                             | Sencillo sin álbum           |                        |                        |
| Apariciones en bandas sonoras                                         |                        |                               |                              |                        |                        |
| แค่ได้รัก                                                                | 2016                   | —                             | Buang Rak Salak Kaen OST     |                        |                        |
| «Comedy»                                                              | 2020                   | —                             | He She It OST                |                        |                        |
| «Comedy (Tragedy)»                                                    | 2020                   | —                             | He She It OST                |                        |                        |
| «Moment» (เวลานี้)                                                      | 2020                   | —                             | Ingredients OST              |                        |                        |
| «Goodbye Not Goodbye»                                                 | 2021                   | —                             | Ingredients OST              |                        |                        |
| «Stay Together»                                                       | 2021                   | —                             | Love Area OST                |                        |                        |
| «Love Area» (ที่ตรงนี้)                                                   | 2021                   | —                             | Love Area OST                |                        |                        |
| «Warm Heart» (อุ่นหัวใจ)                                                 | 2022                   | —                             | The Tuxedo OST               |                        |                        |
| «Because of You» (เพราะเธอ)                                           | 2022                   | —                             | The Tuxedo OST               |                        |                        |
| «Secretly Admired» (ทำได้แค่มอง)                                        | 2022                   | —                             | My Secret Love OST           |                        |                        |
| «Why Don't You Stay» (แค่เธอ)                                          | 2022                   | 26                            | KinnPorsche OST              |                        |                        |
| «Why Don't You Stay (WorldTour Ver.)»                                 | 2022                   | —                             | KinnPorsche OST              |                        |                        |
| «Stranger»                                                            | 2022                   | —                             | Closer OST                   |                        |                        |
| «Rain Wedding» (เหมือนวิวาห์)                                            | 2024                   | 1                             | The Paradise of Thorns OST   |                        |                        |

## Premios y nominaciones
| Premio                           | Año  | Categoría                                        | Nominado/obra                       | Resultado | Ref.          |
| -------------------------------- | ---- | ------------------------------------------------ | ----------------------------------- | --------- | ------------- |
| Berlin Music Video Awards        | 2024 | Mejor Cinematografía                             | «Black Tie»                         | Nominado  | [ 30 ]        |
| Dailynews Awards                 | 2024 | Premio Superestrella                             | Jeff Satur                          | Nominado  | [ 31 ]        |
| Feed Y Awards                    | 2024 | Premio a la Canción Pop Tailandesa Más Popular   | «Ghost»                             | Nominado  | [ 32 ]        |
| GQ Thailand Men of the Year      | 2024 | Actor del Año                                    | Jeff Satur (The Paradise of Thorns) | Ganador   | [ 33 ]        |
| Howe Awards                      | 2023 | Premio al Mejor Cantante                         | Jeff Satur                          | Nominado  | [ 34 ]        |
| Kazz Awards                      | 2023 | Premio al Artista Masculino Popular              | Jeff Satur                          | Nominado  | [ 35 ]        |
| Kazz Awards                      | 2024 | Premio al Artista Masculino Popular              | Jeff Satur                          | Nominado  | [ 36 ]        |
| Kom Chad Luek Awards             | 2023 | Mejor Canción                                    | «Lucid»                             | Nominado  | [ 37 ]        |
| Kom Chad Luek Awards             | 2023 | Mejor Artista Solista Masculino                  | Jeff Satur                          | Nominado  | [ 37 ]        |
| Kom Chad Luek Awards             | 2024 | Mejor Artista Solista Masculino                  | Jeff Satur                          | Ganador   | [ 38 ]        |
| Line Melody Music Chart          | 2024 | Premio Black Melody (Septiembre)                 | «Rain Wedding»                      | Ganador   | [ 39 ]        |
| Maya TV Awards                   | 2024 | Artista T-Pop del Año                            | Jeff Satur                          | Nominado  | [ 40 ]        |
| Nine Entertain Awards            | 2024 | Artista Solista del Año                          | Jeff Satur                          | Ganador   | [ 41 ]        |
| Nine Entertain Awards            | 2024 | Canción del Año                                  | «Dum Dum»                           | Nominado  | [ 42 ]        |
| Sanook Top of the Year Awards    | 2024 | Canción Exitosa del Año                          | «Dum Dum»                           | Nominado  | [ 43 ]        |
| Sanook Top of the Year Awards    | 2024 | Mejor Artista del Año                            | Jeff Satur                          | Nominado  | [ 44 ]        |
| Sanook Top of the Year Awards    | 2024 | Mejor Actor del Año                              | Jeff Satur                          | Nominado  | [ 45 ]        |
| Spotify Wrapped Live Thailand    | 2024 | Mejor Canción Local de Tailandia 2024            | «Ghost»                             | Ganador   | [ 46 ]        |
| Spotify Wrapped Live Thailand    | 2024 | Mejor Canción de la Lista T-Pop Now de Tailandia | «Ghost»                             | Ganador   | [ 46 ]        |
| Spotify Wrapped Live Thailand    | 2024 | Mejor Álbum Local de Tailandia 2024              | Space Shuttle No.8                  | Ganador   | [ 46 ]        |
| Thailand Box Office Movie Awards | 2024 | Actor del Año                                    | Jeff Satur                          | Nominado  | [ 47 ] [ 48 ] |
| Thailand Box Office Movie Awards | 2024 | Banda Sonora Original del Año                    | «Rain Wedding»                      | Ganador   | [ 47 ] [ 48 ] |
| The Guitar Mag Awards            | 2024 | Mejor Artista Masculino del Año                  | Jeff Satur                          | Ganador   | [ 49 ]        |
| The Guitar Mag Awards            | 2024 | Voto Popular                                     | Jeff Satur                          | Nominado  | [ 50 ]        |
| The Guitar Mag Awards            | 2024 | Mejor Productor del Año                          | Jeff Satur                          | Nominado  | [ 50 ]        |
| The Guitar Mag Awards            | 2025 | Mejor Artista Masculino del Año                  | Jeff Satur                          | Ganador   | [ 51 ] [ 52 ] |
| The Guitar Mag Awards            | 2025 | Mejor Productor del Año                          | Jeff Satur                          | Ganador   | [ 51 ] [ 52 ] |
| The Guitar Mag Awards            | 2025 | Mejor Compositor del Año                         | Jeff Satur                          | Nominado  | [ 51 ] [ 52 ] |
| The Guitar Mag Awards            | 2025 | Mejor Canción Colaborativa del Año               | «Scar»                              | Nominado  | [ 51 ] [ 52 ] |
| The Guitar Mag Awards            | 2025 | Mejor Álbum del Año                              | Space Shuttle No.8                  | Ganador   | [ 51 ] [ 52 ] |
| The Guitar Mag Awards            | 2025 | Éxito Sencillo del Año                           | «Ghost»                             | Ganador   | [ 51 ] [ 52 ] |
| The Guitar Mag Awards            | 2025 | Voto Popular                                     | Jeff Satur                          | Nominado  | [ 51 ] [ 52 ] |
| T-Pop of the Year Music Awards   | 2023 | Mejor Música del Año (Artista Masculino)         | «Fade»                              | Nominado  | [ 53 ]        |
| T-Pop of the Year Music Awards   | 2023 | Mejor Música del Año (OST)                       | «Why Don't You Stay» (แค่เธอ)        | Nominado  | [ 53 ]        |
| T-Pop of the Year Music Awards   | 2024 | Mejor Música del Año (Artista Masculino)         | «Dum Dum»                           | Ganador   | [ 54 ]        |
| T-Pop of the Year Music Awards   | 2025 | Mejor Canción del Año                            | «Ghost»                             | Ganador   | [ 55 ]        |
| T-Pop of the Year Music Awards   | 2025 | Mejor Grabación del Año                          | «Ghost»                             | Ganador   | [ 55 ]        |
| T-Pop of the Year Music Awards   | 2025 | Mejor Artista Pop del Año                        | Jeff Satur                          | Ganador   | [ 55 ]        |
| T-Pop of the Year Music Awards   | 2025 | Mejor Productor del Año                          | Jeff Satur                          | Ganador   | [ 55 ]        |
| T-Pop of the Year Music Awards   | 2025 | Mejor Artista Solista del Año                    | Jeff Satur                          | Ganador   | [ 55 ]        |
| T-Pop of the Year Music Awards   | 2025 | Música Más Popular del Año                       | «Ghost»                             | Nominado  | [ 56 ]        |
| T-Pop of the Year Music Awards   | 2025 | Artista Masculino Más Popular del Año            | Jeff Satur                          | Nominado  | [ 57 ]        |
| T-Pop of the Year Music Awards   | 2025 | Banda Sonora Más Popular del Año                 | «Rain Wedding»                      | Nominado  | [ 58 ]        |
| T-Pop of the Year Music Awards   | 2025 | Colaboración Más Popular del Año                 | «Scar»                              | Nominado  | [ 59 ]        |
| YUniverse Awards                 | 2022 | Mejor Banda Sonora para una Serie                | «Why Don't You Stay» (แค่เธอ)        | Ganador   | [ 60 ]        |
| Zoomdara Awards                  | 2025 | Éxito Más Popular del Año                        | «Fade»                              | Nominado  | [ 61 ]        |